# الإسماعيلية (مركز)
مركز الإسماعيلية، مركز إداري مصري. يقع في محافظة الإسماعيلية الواقعة في جمهورية مصر العربية. القاعدة الإدارية للمركز هي مدينة الإسماعيلية.